# Принуждение (фильм)
Принуждение, также известный как Сэди, — эротический триллер 2016 года, снятый режиссёром Крейгом Гудвиллом. Главные роли в нём исполнили Анали Типтон, Якоб Седергрен и Марта Гастини. Премьера фильма состоялась на кинофестивале в Турине в ноябре 2016 года.

## Сюжет
Сэди Гласс отправилась в рабочий тур со своим бойфрендом Тьерри. Она продвигает свою книгу, в которой подробно описываются её хаотичные отношения с неким Алексом, полные секса и жестокости в отношении друг друга. На мероприятии в Италии неожиданно появляется Алекс и приглашает Сэди провести с ним выходные вместо того, чтобы встретиться с семьёй Тьерри в Париже.

## В ролях
- Анали Типтон в роли Сэди Гласс
- Марта Гастини в роли Франчески
- Якоб Седергрен в роли Алекса
- Ян Бейвут в роли Миноса
- Анита Кравос в роли Тельмы
- Валентин Мерле в роли Тьерри